# Подсобноє Хозяйство (Сафоновський район)
Подсобноє Хозяйство (рос. Подсобное Хозяйство) — присілок Сафоновського району Смоленської області Росії. Входить до складу Вишегорського сільського поселення.
Населення — 56 осіб (2007 рік). 